# Feminnem
Feminnem – chorwackie żeńskie trio założone w 2004 roku, w którego skład weszły Neda Parmać, Pamela Ramljak i Nika Antolos. 
W 2005 zespół reprezentował Bośnię i Hercegowinę podczas 50. Konkursu Piosenki Eurowizji, a w 2010 roku – Chorwację w 55. Konkursie Piosenki Eurowizji. 
W 2012 grupa ogłosiła zakończenie działalności.

## Historia

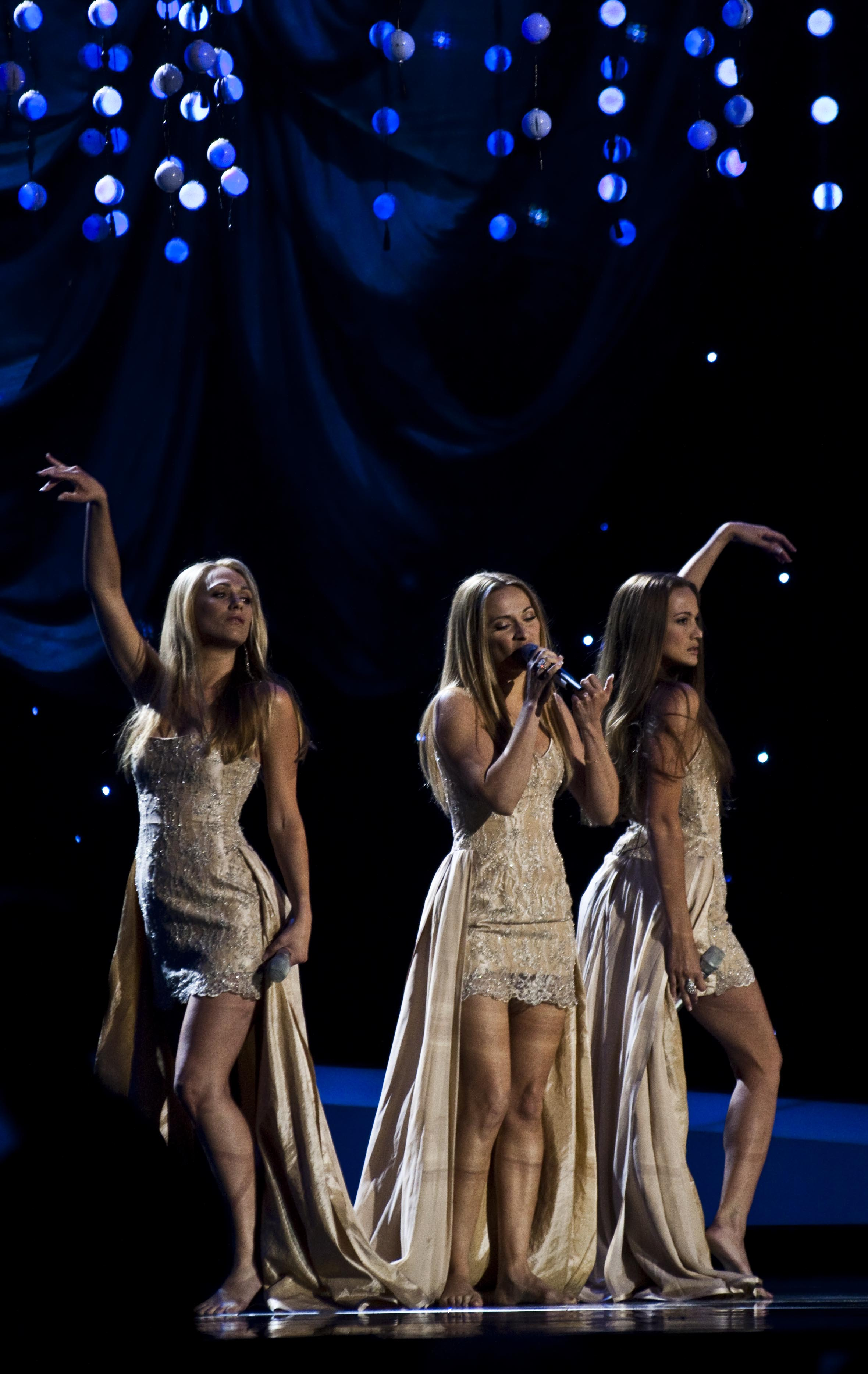
Feminnem podczas występu w 55. Konkursie Piosenki Eurowizji w 2010 roku

Zespół został założony w 2004 roku, w jego skład weszły trzy wokalistki: Neda Parmać, Pamela Ramljak i Nika Antolos, które jako solistki wzięły udział w chorwackiej wersji programu Idol. Po udziale w programie wydały singiel „Volim te – Mrzim te”, który zyskał popularność w kraju. 
W 2005 roku wokalistki zgłosiły się do udziału w bośniackich eliminacjach eurowizyjnych z utworem „Zovi”. W marcu wystąpiły w finale selekcji, w którym zdobyły ostatecznie największe poparcie jurorów, dzięki czemu zostały wybrane na reprezentantki Bośni i Hercegowiny w 50. Konkursie Piosenki Eurowizji organizowanym w Kijowie. Po finale selekcji nagrały anglojęzyczną wersję swojego konkursowego utworu – „Call Me”. W maju wokalistki poprowadziły specjalny program eurowizyjny transmitowany w telewizji BHT 1. Dzięki zajęciu miejsca w pierwszej dziesiątce przez Deena podczas konkursu w 2004 roku, grupa Feminnem miała zapewnione miejsce w stawce finałowej kolejnego widowiska. 21 maja zaśpiewały w finale Konkursu Piosenki Eurowizji i zajęły w nim ostatecznie czternaste miejsce z 79 punktami na koncie. W grudniu tego samego roku ukazała się ich debiutancka płyta studyjna zatytułowana Show. 
W 2009 roku wokalistki wzięły udział w chorwackich eliminacjach eurowizyjnych z utworem „Poljupci u boji”. Pod koniec lutego wystąpiły w półfinale selekcji i awansowały do finału, w którym zajęły ostatecznie trzecie miejsce. W 2010 roku ponownie zgłosiły się do udziału w krajowych eliminacjach eurowizyjnych, tym razem z piosenką „Lako je sve”. Na początku marca zaśpiewały go jako pierwsze w kolejności w półfinale selekcji i z czwartego miejsca awansowały do rundy finałowej, w którym zdobyły ostatecznie największe poparcie telewidzów i jurorów, dzięki czemu zostały reprezentantkami Chorwację w 55. Konkursie Piosenki Eurowizji organizowanym w Oslo. Po wygraniu eliminacji zespół wydał swój drugi album studyjny zatytułowany Lako je sve. 27 maja wokalistki wystąpiły w drugim półfinale Konkursu Piosenki Eurowizji i zajęły w nim trzynaste miejsce z 33 punktami na koncie, przez co nie zakwalifikowały się do finału. Na początku czerwca tego samego roku premierę miała ich trzecia płyta długogrająca zatytułowana Easy to See.
W 2011 roku wokalistki wydały dwa single: „Sve što ti nisam znala dati” i „Subota bez tebe”, zaś w 2012 ogłosiły zakończenie współpracy.

## Dyskografia

### Albumy studyjne
- Show (2005)
- Lako je sve (2010)
- Easy to See (2010)